# こんにちは!生協です!
『こんにちは!生協です!』（こんにちは!せいきょうです!）は、日本海テレビで2016年9月3日から24日まで放送されたミニ番組。全4回。鳥取県生活協同組合（鳥取県生協）の一社提供。

## 番組概要
鳥取県生協の仕組みや行っている取り組み、地域貢献などをわかりやすく紹介していく広報番組。また番組はすべて日本海テレビのYouTube公式チャンネルで見ることができる。

## 放送時間
- 土曜日21:54 - 22:00
  - 最終回（9月24日）のみ22:54 - 23:00に放送。

## 出演者
- 殿垣内薫（当時日本海テレビアナウンサー）